# Couhé

Couhé este o comună în departamentul Vienne, Franța. În 2009 avea o populație de 1,885 de locuitori.